# Hell on Wheels
Hell on Wheels är en amerikansk western-dramaserie, som hade premiär i Nordamerika den 6 november 2011 på tv-kanalen AMC och i Sverige den 10 februari 2012 på TV6. Serien skapades av Joe och Tony Gayton, och som utspelar sig i vilda västern år 1865.

## Handling
Serien utspelar sig år 1865 under vilda västerns storhetstid. Efter det amerikanska inbördeskriget och i efterdyningarna av avskaffandet av slaveriet bestämmer sig Cullen Bohannon, en före detta sydstatssoldat för att hämnas på den nordstatssoldat som våldtagit och mördat hans fru. För att lyckas med sitt mål måste han resa längs och därmed också börja arbeta på den transkontinentala järnvägen, som är under uppbyggnad. Människorna som jobbar med järnvägen flyttar allt eftersom spåret byggs på, och bildar därmed en sorts mobil stad kallad "Hell on Wheels" av invånarna själva. Bland arbetare, spelare, prostituerade och kriminella börjar sökandet efter hämnd...

## Karaktärer

### Huvudkaraktärer
- Anson Mount - Cullen Bohannon, en före detta soldat som stred för sydstaterna under det amerikanska inbördeskriget som är fast besluten att hämnas på den nordstatssoldat som våldtagit och mördat hans fru, Mary Bohannon.
- Colm Meaney - Thomas "Doc" Durant, en affärsman och investerare för den transkontinentala järnvägen, där han hoppas kunna göra sig en förmögenhet.
- Common - Elam Ferguson, en nyligen befriad slav som försöker att hitta sin plats i världen.
- Dominique McElligott - Lily Bell, en änka vars man dödades av indianer.
- Tom Noonan - pastor Cole, en minister som tidigare deltagit i Bloody Kansas före inbördeskriget. Han är trött på allt krig och för att slippa det beslutar han sig att ge vägledning till både arbetare och indianer.
- Eddie Spears - Joseph Black Moon, en cheyenne-indian som måste välja mellan den nya världen och hans förfäders traditioner.
- Ben Esler - Sean McGinnes, en ung irländare som vill skaffa sig ett nytt liv västerut.
- Phil Burke - Mickey McGinnes, Seans bror som också är ute efter ett nytt liv.
- Christopher Heyerdahl - Thor Gundersen, även känd som "The Swede", trots att han är norrman. Han tjänar som Durants säkerhetschef.

### Återkommande karaktärer
- Robin McLeavy - Eva
- Kasha Kropinski - Ruth, pastor Coles dotter
- April Telek - Nell
- James D. Hopkins - Senator Jordan Crane
- Duncan Ollerenshaw - Mr. Toole
- Wes Studi - Chief Many Horses
- Virginia Madsen Thomas Durants fru